# Vasia
Vasia (Vàsia in ligure) è un comune italiano di 349 abitanti della provincia di Imperia in Liguria.

## Geografia fisica
Il borgo è situato alle falde del monte Acquarone (735 m), con lo sviluppo dei vari nuclei e insediamenti lungo le vallette laterali dei rii Molini - quest'ultimo tributario del torrente Prino - e Vasia. Tra le altre vette del territorio vasiese il monte Scuassi (889 m), il monte dei Prati (784 m), il monte Pissibinelli (737 m), il Poggio della Croce (681 m) e il monte Pian Cavallo (578 m).

## Storia

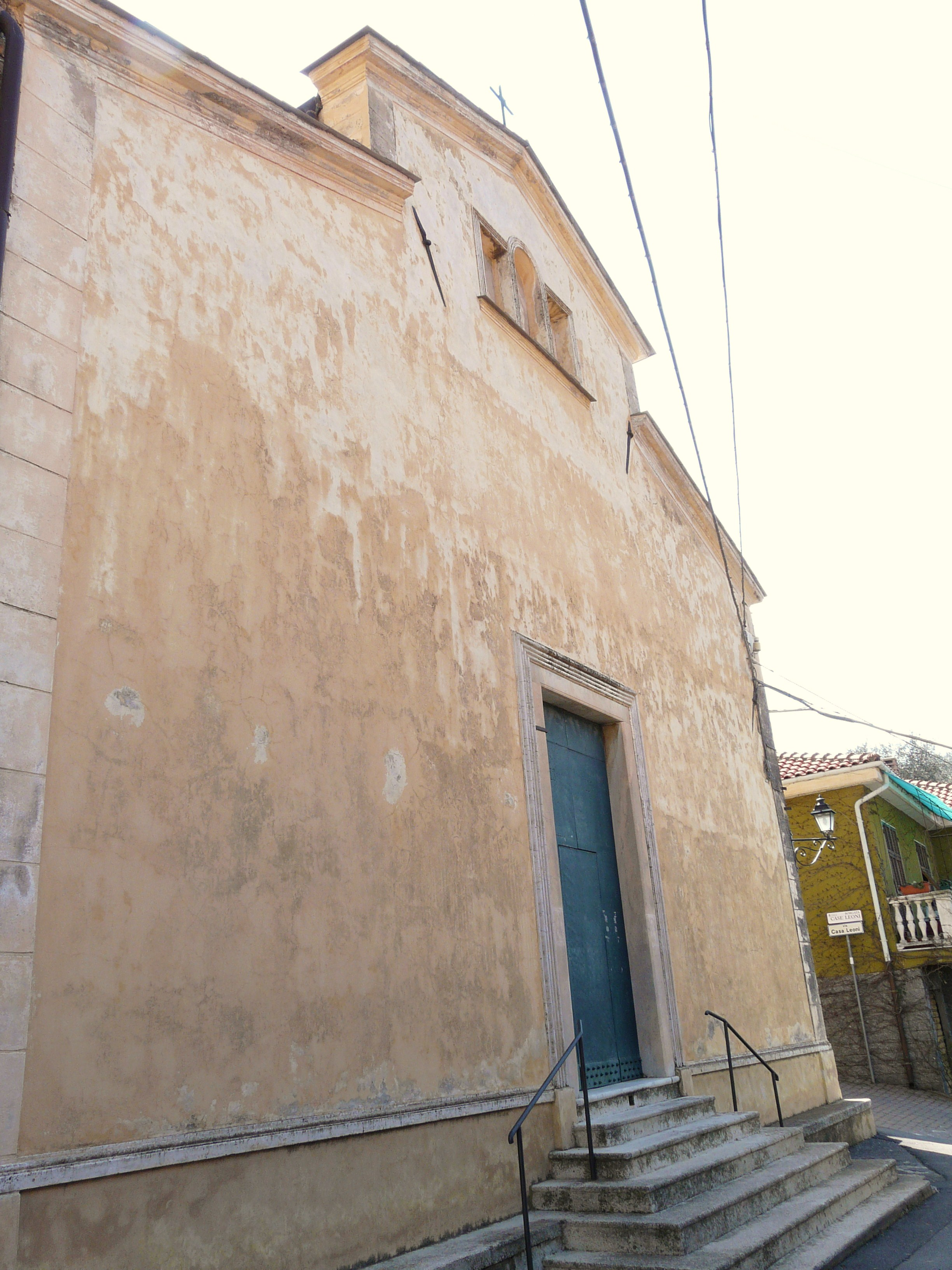
La chiesa parrocchiale di Sant'Antonio di Vasia

La zona inserita nel territorio di Prelà fu un antico possedimento dei vescovi di Albenga.
Incerta e ancora oggi sconosciuta è l'origine del toponimo Vasia. Un primo insediamento umano era ubicato in posizione più a settentrione rispetto l'odierno abitato vasiese.
Nel 1103 il vescovo di Albenga Adalberto assegnò il feudo di Pietralata (Prelà assieme a Vasia) proprio ai monaci di Lerino che ricostruirono il monastero di San Martino. La coltivazione dell'ulivo, soprattutto oliva taggiasca, si diffuse quindi per opera dei monaci benedettini, favorendo lo spostamento degli abitati più a valle. La costruzione di frantoi impose insediamenti lungo le acque dei torrenti dove potessero essere impiantati mulini ad acqua.
Il territorio si costituì dapprima nella contea di Pietralata che, a sua volta, si divise in due castellanie: Pietralata Superiore e Pietralata Inferiore. Le due castellanie legarono e strinsero patti di aderenza e accomandigia al Comune di Genova e, successivamente, alla Repubblica di Genova.
Vasia fu assoggettata alla giurisdizione della castellania di Pietralata Superiore e quindi alla vicina comunità di Prelà, con Prelà Castello, Villatalla, Pantasina, Pianavia e Moltedo, sotto la dominazione dei marchesi di Clavesana. Il territorio passò poi ai conti di Ventimiglia dal 1233 e per discendenza ai Lascaris di Ventimiglia; quest'ultimi erano già gli organi preposti alla riscossione delle decime per conto del clero ingauno. Già compreso come capoluogo della podesteria che faceva riferimento anche per i borghi di Moltedo e Pianavia, il territorio di Vasia e zone limitrofe fu unito al Ducato di Savoia nel 1575 seguendone le sorti. Nel 1723 fu compreso nella sabauda provincia di Oneglia.
Con la dominazione napoleonica di inizio Ottocento la municipalità di Vasia venne compresa dal 1801 tra i confini della Repubblica Ligure inserendosi nel cantone degli Ulivi della giurisdizione degli Ulivi (capoluogo Oneglia e Porto Maurizio come capo cantone). Dal 1805 al 1814 con il Primo Impero francese i nuclei di Vasia, Pantasina e Pianavia andarono a costituire un'unica municipalità sotto il cantone di Oneglia del Dipartimento di Montenotte. Alla caduta di Napoleone, il congresso di Vienna del 1814 stabilì l'annessione nel Regno di Sardegna che inquadrò questa parte del territorio nella provincia di Oneglia; nel 1818 è sottoposta al mandamento di Prelà, provincia di Oneglia, divisione di Nizza. Con il passaggio nel successivo Regno d'Italia, dal 1859 al 1926 il territorio fu compreso nel III mandamento di Dolcedo del circondario di Porto Maurizio facente parte della provincia di Nizza (poi provincia di Porto Maurizio e, dal 1923, di Imperia).
Nel 1928 riceve i territori dei comuni soppressi di Pantasina e Pianavia - odierne frazioni di Vasia - e la frazione di Prelà Castello dal comune di Prelà.
Dal 1973 al 31 dicembre 2008 ha fatto parte della Comunità montana dell'Olivo e, fino al 2011, della Comunità montana dell'Olivo e Alta Valle Arroscia.
Dal 2014 al 2024 ha fatto parte dell'Unione dei comuni montani della Valle Prino.

### Simboli
Stemma
Gonfalone

Lo stemma e il gonfalone sono stati concessi con decreto del presidente della Repubblica del 25 gennaio 2005.

## Monumenti e luoghi d'interesse

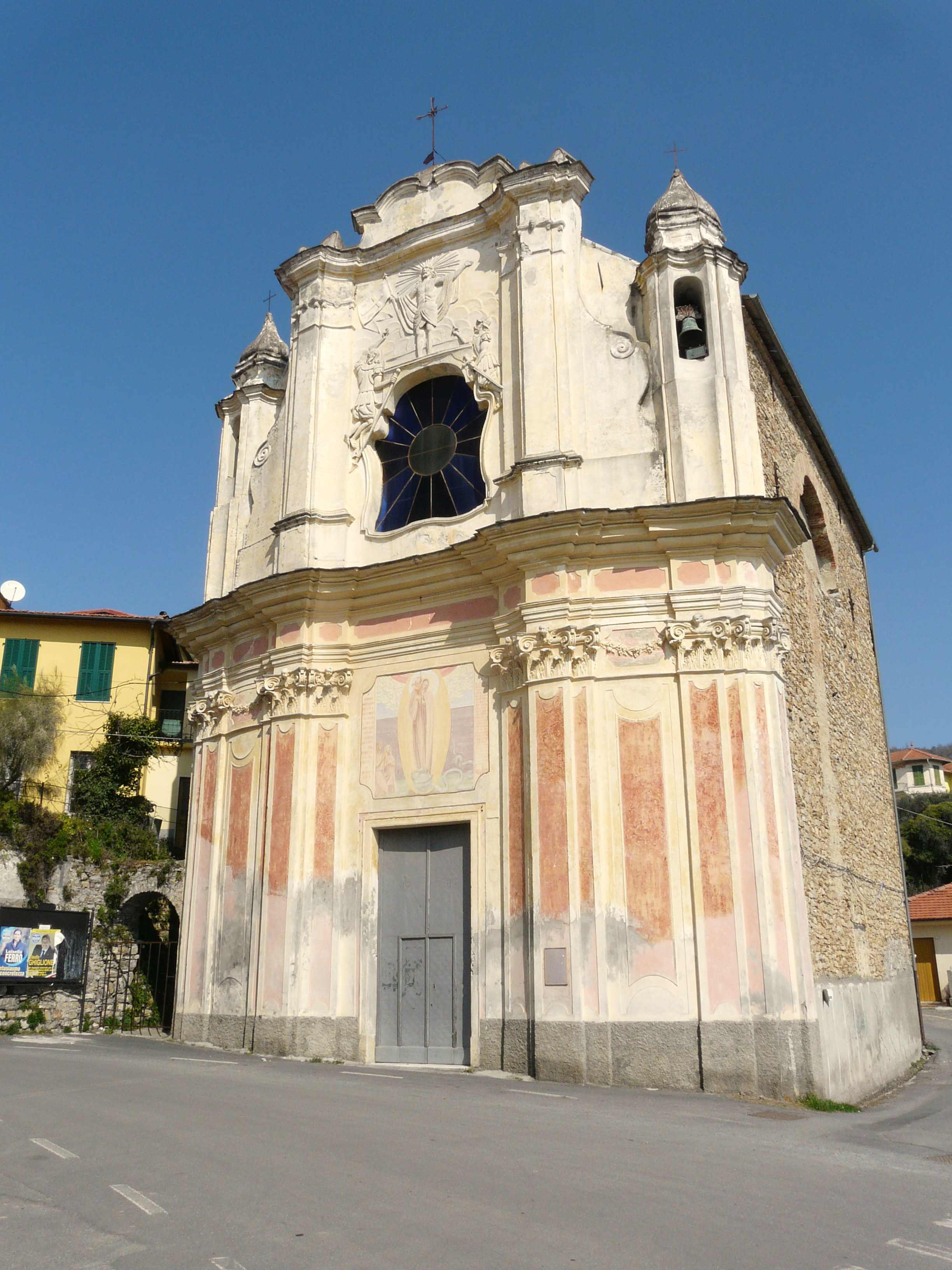
L'oratorio dell'Immacolata Concezione di Vasia

### Architetture religiose
- Chiesa parrocchiale di Sant'Antonio Abate nel capoluogo. Il primo impianto aveva origini quattrocentesche[6] e nel corso del 1640[6] la struttura fu rivisitata nello stile architettonico barocco. Il campanile, realizzato tra il 1804 e il 1806, opera del capomastro svizzero Ignazio Monti, risulta essere con i suoi 49 metri il più alto della valle[6]. All'interno, a tre navate, sono visibili due polittici del XV e del XVI secolo[6], entrambi raffiguranti la Madonna col Bambino e santi.
- Oratorio dell'Immacolata concezione nel capoluogo. Imponente costruzione progettata dagli architetti Pasquale Carli e Filippo Marvaldi[6] di Candesco e realizzata tra il 1757 e il 1767 in stile tardo barocco[6]. Costruito appositamente per ospitare la statua del Cristo Risorto, opera lignea dello scultore Carlo Giuseppe Plura di Lugano[6] (del 1730 circa).
- Chiesa di San Martino nel capoluogo, presso il locale cimitero. L'edificio antico venne edificato dai monaci del monastero di San Martino dell'isola Gallinara di Albenga attorno al VII secolo, in seguito furono i monaci benedettini dell'abbazia di Lerino a riedificare sull'edificio preesistente intorno al 1119[11][12] il complesso monastico che, per la data di fondazione, è considerato il più antico luogo religioso della valle di Prelà[11]. La struttura si presenta in stile architettonico romanico, con facciata semplice a capanna e un campanile mozzo a forma quadrata con monofora. I monaci abitarono il complesso di San Martino, poi inserito dal 1453 nel priorato di San Michele di Ventimiglia, fino al 1563[11].
- Chiesa campestre di Sant'Anna nel capoluogo. Il primario edificio, a tre navate, venne realizzato tra il 1493 e il 1513[6]. Nel corso del XVII secolo la struttura subì[6] la demolizione delle due navate laterali, l'abbassamento della copertura e la realizzazione di un piccolo porticato. Internamente, e sempre in tale secolo[6], si compì la trasformazione architettonica dallo stile romanico al barocco. Nell'estate del 1624 Antoon Van Dyck dipinse su rozza tela il famoso quadro della Sacra Famiglia, donandolo alla chiesa medesima; il quadro si trova ora nella chiesa parrocchiale di San Bernardo di Moltedo. Più recentemente il citato quadro è stato attribuito a Jan Roos, famoso collaboratore del Van Dyck, attivi entrambi in Liguria nello stesso periodo.
- Chiesa parrocchiale dei Santi Giacomo e Filippo nella frazione di Prelà Castello. Già pieve battesimale, è di origine medievale, edificata dai monaci benedettini dell'abbazia di Lerino, ma venne completamente ricostruita nel XVI secolo.
- Oratorio della Santissima Trinità, che fronteggia la parrocchiale nella frazione di Prelà Castello.
- Chiesa parrocchiale della Trasfigurazione del Salvatore nella frazione di Pantasina. Risalente al Seicento, fu edificata sulla base di un tempio preesistente.
- Ex oratorio di Santa Caterina nella frazione di Pantasina.
- Santuario della Madonna della Guardia nella frazione di Pantasina. Edificato su un colle ameno a poca distanza dal paese in direzione Colle d'Oggia, ricorda nelle forme il santuario di Montegrazie di Imperia. Dal suo sagrato si può godere di un'ottima vista sugli altri paesi della valle fino alla città di Porto Maurizio.
- Varie chiese nelle varie borgate di Pantasina: la chiesa di San Giuseppe in borgata Pino, quella sei Santi Cosma e Damiano in borgata Galli e la chiesetta dell'Assunta in borgata Poggio.
- Chiesa parrocchiale dell'Annunziata, sita nella frazione di Pianavia, con quadro dell'Annunciazione di Calzia.
- Chiesa dell'Immacolata Concezione nella frazione di Torretta.

### Architetture militari
- Castello di Pietralata. Sito nella frazione di Prelà Castello, la struttura primaria sarebbe risalente al XII secolo. Già sede dei locali signori dell'alta valle del Prino, nel corso dei secoli il maniero perse la sua funzione difensiva e residenziale presentandosi attualmente in stato di rudere e non visitabile. La struttura, da uno studio del sito, si presentava molto massiccia e collocato nei pressi di uno sperone roccioso; tra le mura emerge ancora il mastio turrito.

## Società

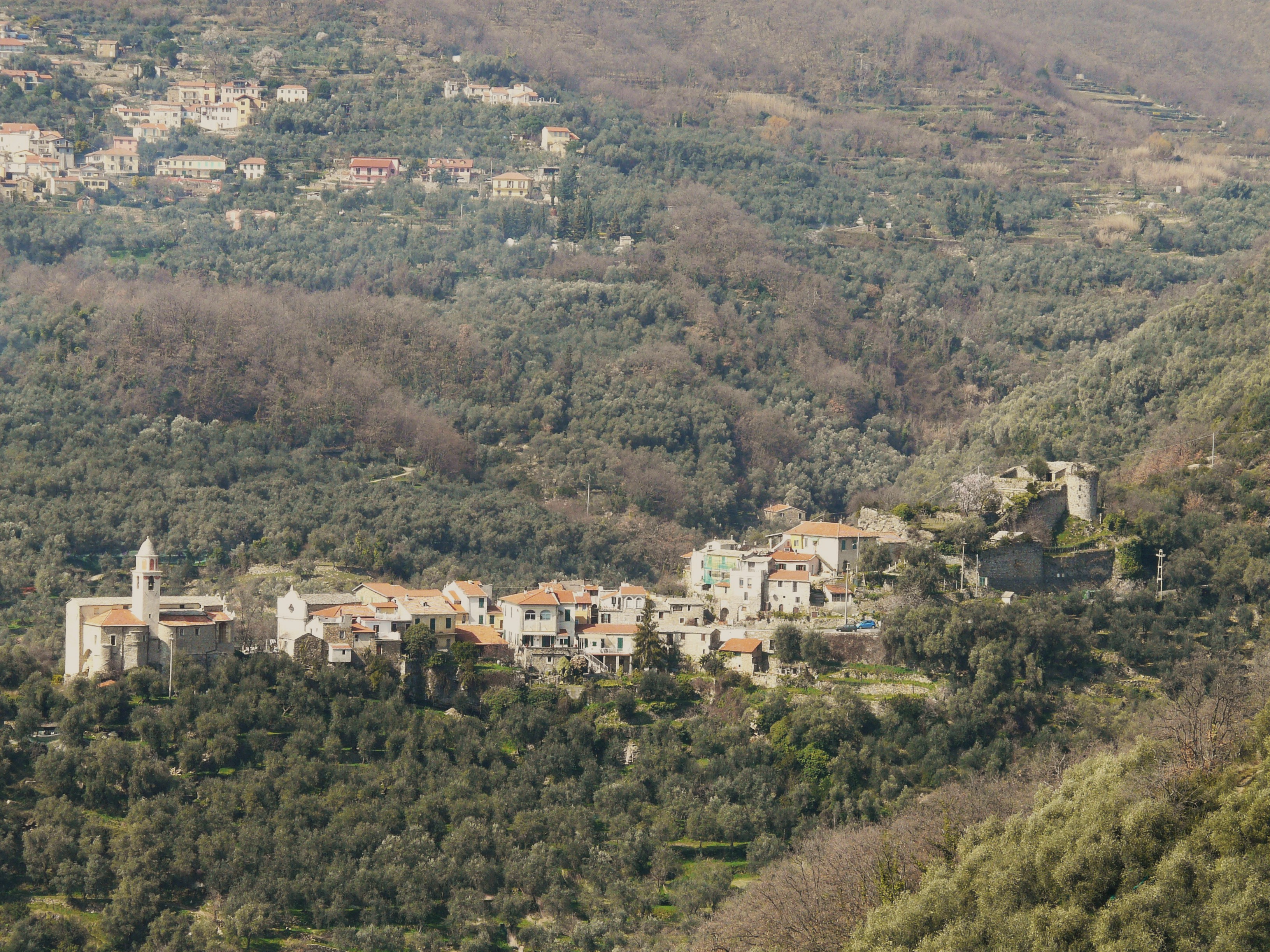
Panorama della frazione di Prelà Castello e, sulla destra, del locale castello.

### Evoluzione demografica
Abitanti censiti

### Etnie e minoranze straniere
Secondo i dati Istat al 31 dicembre 2019, i cittadini stranieri residenti a Vasia sono 42, così suddivisi per nazionalità, elencando per le presenze più significative:
1. Germania, 20

## Geografia antropica

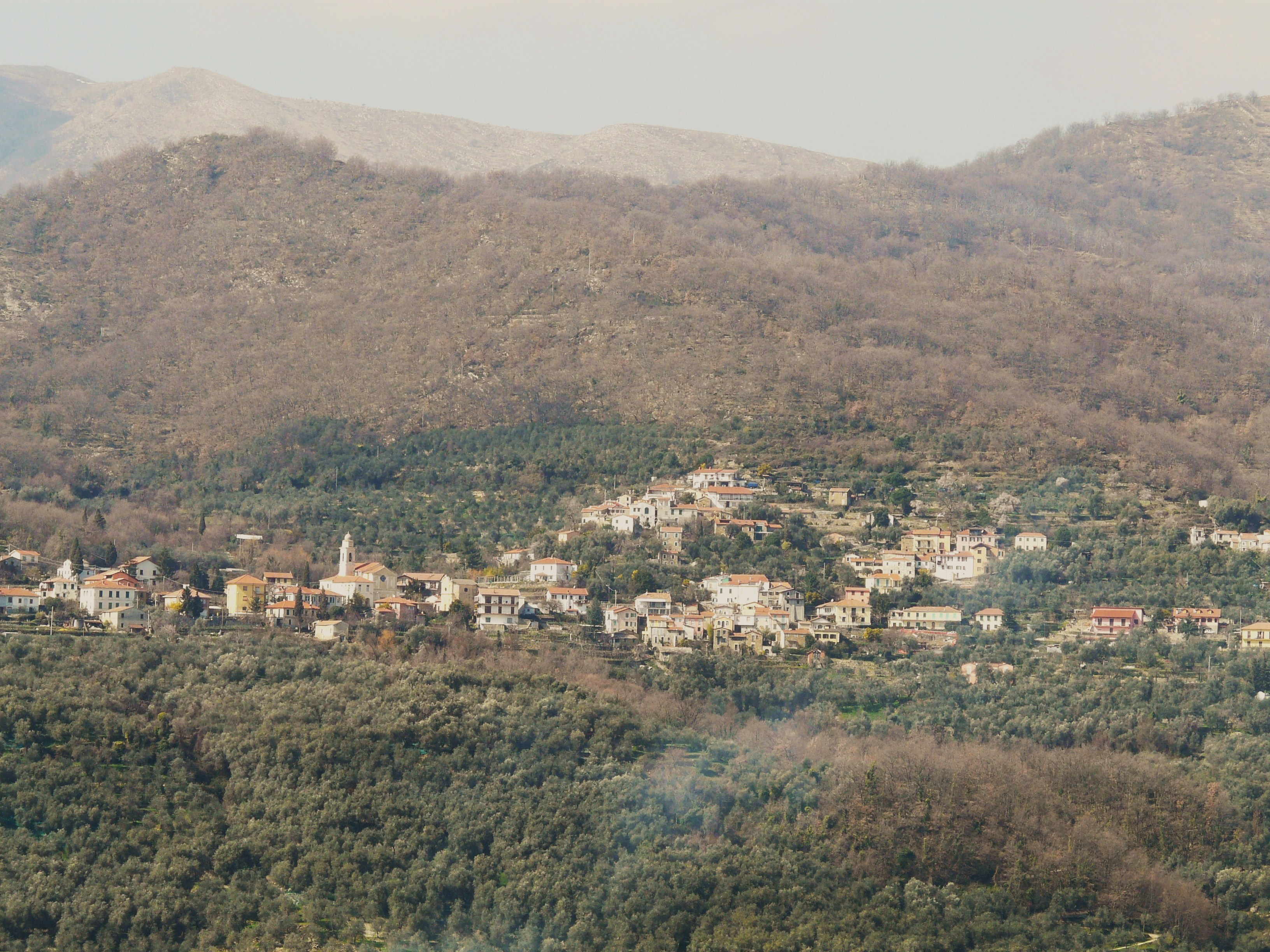
Panorama della frazione di Pantasina

Il territorio comunale è costituito, oltre al capoluogo, dalle frazioni di Pantasina, Pianavia, Prelà Castello e Torretta per una superficie territoriale di 11,15 km².
Confina a nord con il comune di Borgomaro, a sud con Dolcedo, ad ovest con Prelà e ad est con Lucinasco, Pontedassio e Imperia.

## Economia
L'economia è prevalentemente legata all'agricoltura, specie nella produzione di olio di oliva. Di pregio anche la viticoltura e l'apicoltura. Il turismo è in costante crescita, legato soprattutto ai turisti stranieri, per lo più provenienti dalla Germania.

## Infrastrutture e trasporti

### Strade
Il territorio comunale di Vasia è attraversato principalmente dalla strada provinciale 40 che permette il collegamento con Dolcedo, a sud, e la frazione di Pantasina passando per le altre frazioni di Torretta e Pianavia. Da Pantasina altre due arterie provinciali collegano il territorio vasiese con Borgomaro (SP 93) e Prelà (SP 39).

## Amministrazione

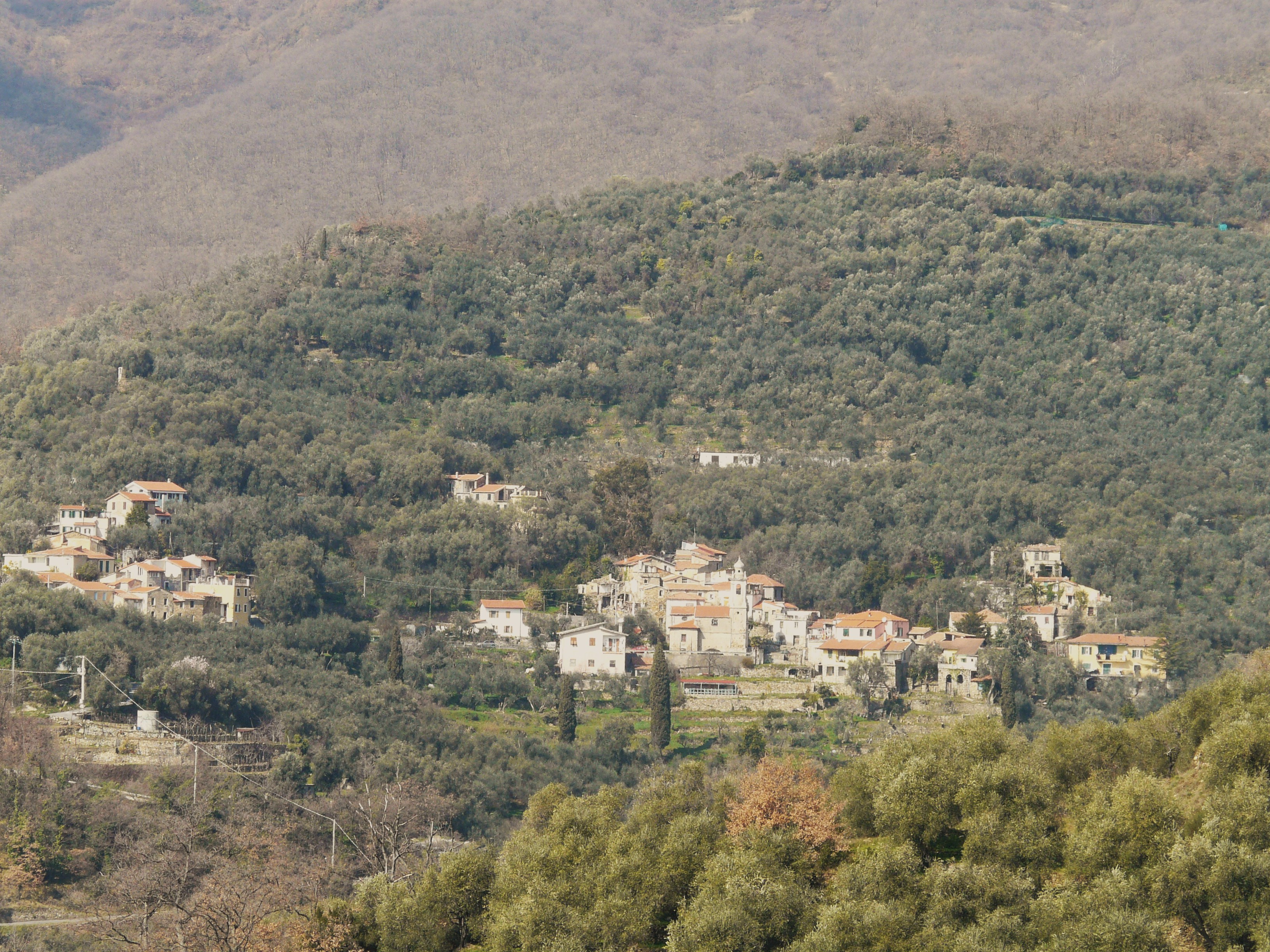
Panorama della frazione di Pianavia

| Periodo        | Periodo        | Primo cittadino | Partito                          | Carica      | Note   |
| -------------- | -------------- | --------------- | -------------------------------- | ----------- | ------ |
| 20 giugno 1985 | 17 maggio 1990 | Giacomo Arrigo  | lista civica                     | Sindaco     |        |
| 8 giugno 1990  | 24 aprile 1995 | Giacomo Arrigo  | lista civica                     | Sindaco     |        |
| 24 aprile 1995 | 14 giugno 1999 | Umberto Cuoghi  | lista civica                     | Sindaco     |        |
| 14 giugno 1999 | 31 maggio 2004 | Umberto Cuoghi  | lista civica                     | Sindaco     | [ 17 ] |
| 31 maggio 2004 | 14 giugno 2004 | Rosa Abussi     |                                  | Comm. pref. |        |
| 14 giugno 2004 | 8 giugno 2009  | Nello Giannini  | lista civica                     | Sindaco     |        |
| 8 giugno 2009  | 26 maggio 2014 | Nello Giannini  | Insieme per Vasia (lista civica) | Sindaco     |        |
| 26 maggio 2014 | 26 maggio 2019 | Mauro Casale    | Insieme per Vasia (lista civica) | Sindaco     |        |
| 27 maggio 2019 | 10 giugno 2024 | Mauro Casale    | Insieme per Vasia (lista civica) | Sindaco     |        |
| 10 giugno 2024 | in carica      | Mauro Casale    | Insieme per Vasia (lista civica) | Sindaco     |        |